# Kastrerarens offer
Kastrerarens offer (engelska: The Eunuch Maker) är en brittisk dokumentärserie som hade premiär på Apple TV+ den 13 januari 2025. Den är regisserad av Sam Miller. Serien, som består av två avsnitt, hade premiär på SVT Play den 15 juni 2025.

## Handling
Serien handlar om Marius Gustavson som år 2021 arresteras av polis i London, anklagad för att ha drivit ett nätverk som tjänat mycket pengar på att ha utfört kastreringar på andra män och sålt mänskliga kroppsdelar via hemsidan Eunuch Maker. I serien möter journalisten Marcel Theroux personer från den innersta kretsen.